# Clarias jaensis
Clarias jaensis és una espècie de peix de la família dels clàrids i de l'ordre dels siluriformes.

## Morfologia
Els mascles poden assolir els 48,3 cm de llargària total.

## Distribució geogràfica
Es troba a Àfrica: Gabon, Camerun i sud-est de Nigèria.